# Aracatu
Aracatu är en kommun i Brasilien.   Den ligger i delstaten Bahia, i den östra delen av landet, 700 km öster om huvudstaden Brasília. Antalet invånare är 13 732.
Omgivningarna runt Aracatu är huvudsakligen savann. Runt Aracatu är det glesbefolkat, med 9 invånare per kvadratkilometer.